# Лусіано Вітулло
Лусіано Вітулло (ісп. Luciano Vitullo; нар. 3 лютого 1983) — колишній аргентинський тенісист.
Найвищу одиночну позицію світового рейтингу — 440 місце досяг 19 серпня 2002, парну — 627 місце — 12 червня 2006 року.

## Фінали ITF Ф'ючерс

### Одиночний розряд: 5 (2–3)
| Результат | В-П | Дата     | Турнір                     | Покриття | Суперник             | Рахунок       |
| --------- | --- | -------- | -------------------------- | -------- | -------------------- | ------------- |
| Поразка   | 0–1 | Сер 2001 | Аргентина F9, Буенос-Айрес | Ґрунт    | Хуан Пабло Бжезіцькі | 6–7(2), 4–6   |
| Перемога  | 1–1 | Жов 2001 | Парагвай F2, Асунсьйон     | Ґрунт    | Ектор Моретті        | 6–4, 6–2      |
| Перемога  | 2–1 | Лип 2002 | США F18, Піттсбург         | Ґрунт    | Матіас Бокер         | 7–6(2), 6–3   |
| Поразка   | 2–2 | Жов 2003 | Ямайка F11, Монтего-Бей    | Тверде   | Кеплер Орельяна      | 3–6, 1–6      |
| Поразка   | 2–3 | Жов 2005 | Колумбія F6, Медельїн      | Ґрунт    | Сантьяго Хіральдо    | 6–2, 4–6, 5–7 |

### Парний розряд: 4 (2–2)
| Результат | В-П | Дата     | Турнір                     | Покриття | Партнер          | Суперники                         | Рахунок          |
| --------- | --- | -------- | -------------------------- | -------- | ---------------- | --------------------------------- | ---------------- |
| Поразка   | 0–1 | Сер 2000 | Аргентина F9, Буенос-Айрес | Ґрунт    | Патрісіо Руді    | Мартін Стрінгарі Томас Тенконі    | 2–4, 4–5(2), 1–4 |
| Поразка   | 0–2 | Вер 2004 | Аргентина F6, Буенос-Айрес | Ґрунт    | Денієл Вендлер   | Франсіско Кабельйо Дієго Хункейра | 1–6, 2–6         |
| Перемога  | 1–2 | Жов 2005 | Колумбія F5, Барранкілья   | Ґрунт    | Орасіо Себальйос | Бріан Дабуль Іван Міранда         | 5–7, 7–6(4), 6–4 |
| Перемога  | 2–2 | Жов 2005 | Колумбія F6, Медельїн      | Ґрунт    | Феліпе Парада    | Мікаель Кінтеро Серхіо Рамірес    | 6–3, 7–5         |